# Henbury Hall

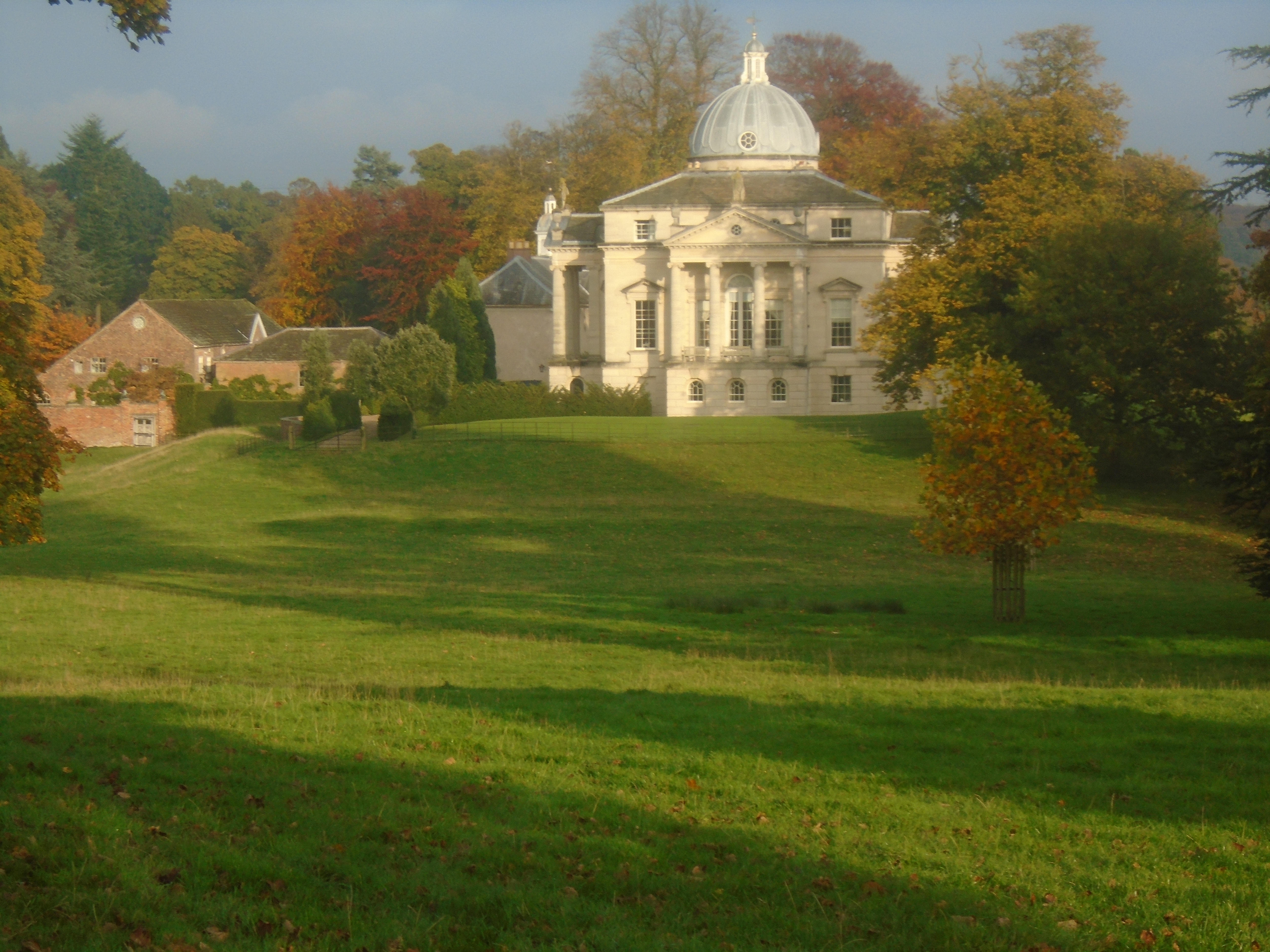
Henbury Hall, 2015

Henbury Hall ist ein Landhaus etwa 1,6 km südwestlich des Dorfes Henbury in der englischen Grafschaft Cheshire. Das heutige Haus entstand in den 1980er-Jahren im palladianistischen Stil. Vorbild war Palladios Villa Capra „La Rotonda“.

## Geschichte

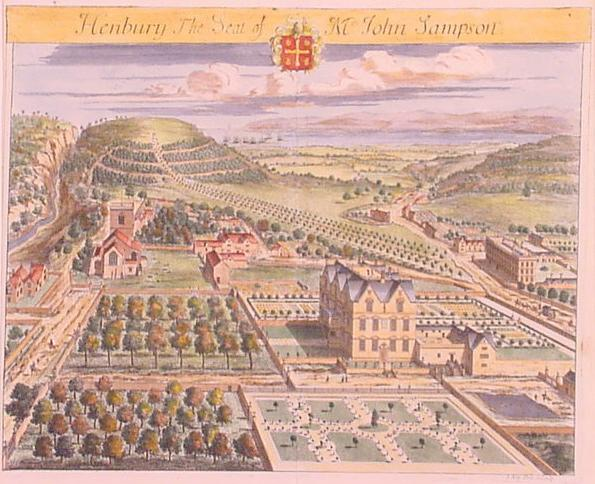
Abbildung von Henbury Hall in Britannia Illustrata (1707)

Ein Haus namens Henbury Hall existierte bereits in den 1600er-Jahren in der Gegend.
Ein klassizistisches Haus wurde dort 1742 errichtet. 1779 wurde es von Sir William Meredith für £ 24.000 an John Bower Jodrell verkauft und fiel 1796 an dessen Sohn Francis Bower Jodrell. John Charles Ryde, Bankier und Parlamentsabgeordneter aus Macclesfield, kaufte es 1835 für £ 54.000 und verkaufte es 1842, nach seinem Bankrott, an Thomas Marsland (1776–1854), den ersten Parlamentsabgeordneten von Stockport. Anfang des 19. Jahrhunderts wurde das Haus in einem strengeren, klassizistischen Stil umgebaut und dann in den 1850er-Jahren mit Stuck verziert und drastisch verkleinert. Das Anwesen fiel an Thomas Marslands Enkel Edward Marsland († 1857), dessen Witwe Jane Marsland nach einer fürchterlichen Flut 1872 zum Verkauf gezwungen war.
Das Anwesen kaufte der örtliche Seidenfabrikant Thomas Unett Brocklehurst und ließ das Haus für £ 9000 grundlegend umbauen. 1876 importierte Brocklehurst angeblich ein Grauhörnchenpaar aus Amerika und ließ sie auf dem Anwesen frei. Dies hatte letztlich furchtbare Folgen für die einheimische Eichhörnchenpopulation. Die Familie Brocklehurst blieb etliche Generationen lang in Henbury Hall wohnen.
1957 kaufte Sir Vincent Ferranti das Anwesen. Er ließ das klassizistische Haus abreißen und beauftragte den Architekten Harry Fairhurst, die Stallungen als sein Wohnhaus umzubauen. Nach dem Tod von Sir Vincent im Jahre 1980 hatten sein Sohn Sebastian Ferranti und der Designer Felix Kelly, der bereits einige Arbeiten auf dem Anwesen ausgeführt hatte, die Idee, ein Haus im Stil einer palladianistischen Villa zu bauen. Kelly fertigte ein Ölgemälde auf Basis von Palladios 1552 gebauter Villa „La Rotonda“ bei Vicenza an. Dann beauftragte Sebastian Ferranti den Architekten Julian Bicknell, Pläne nach Kellys Gemälde zu zeichnen. Das neue Haus wurde 1996 fertiggestellt. Sebastian Ferranti lebt dort mit seiner Gattin Gillian.

## Architektur

### Äußeres
Henbury Hall ist in Ziegel-Betonbauweise erstellt. Die Fassaden sind mit Kalkstein aus Nordost-Frankreich verkleidet; das Dach ist aus örtlich vorhandenem Stein. Die Kuppel ist bleigedeckt und die Laterne ist aus Rotguss und vergoldetem Kupfer. Der Grundriss ist 17 Meter × 17 Meter groß und doppelt achsensymmetrisch. Es gibt ein rustiziertes Kellergeschoss und an jeder Seite einen Portikus mit ionischen Säulen. Eine Treppe führt an der Südfassade nach oben. In jedem Portikus befindet sich ein venezianisches Fenster. Lebensgroße Statuen von Simon Verity stehen auf den Ziergiebeln. Auf dem Haus ist eine Kuppel aufgesetzt, auf der eine Laterne sitzt.

### Innenräume
Speisezimmer und Salon befinden sich im Obergeschoss, de Beletage, an der Ost- und Westseite einer großen Mittelhalle, die bis in die Kuppel reicht. An den Ecken sind kleinere Zimmer untergebracht. Im Erdgeschoss sind um die Mittelhalle Küchen und Quartiere für das Personal angeordnet. Im Obergeschoss befindet sich eine Galerie über der Mittelhalle, von der aus sechs Schlafzimmer mit Bad und Ankleideraum zugänglich sind. Die Mittelhalle hat einen Boden aus englischem Kalkstein und Purbeck-Marmor. Die Innenausstattung wurde von David Mlinaric gestaltet, die geschnitzten Türstöcke sind von Dick Reid aus York.

### Vergleich
Auch wenn Henbury Hall auf der Villa „La Rotonda“ basiert, so gibt es doch auffällige Unterschiede. Der größte Unterschied ist der kleinere Grundriss des englischen Landhauses. Jeder Portikus hat nur vier anstatt sechs Säulen. Die venezianischen Fenster wurden jeweils hinter dem Portikus eingesetzt. Der Eingang ist auf Erdgeschossniveau und nicht in der Beletage, wie bei der italienischen Villa. Die Kuppel von Henbury Hall ist höher als die von „La Rotonda“.